# Sphoeroides marmoratus
Sphoeroides marmoratus és una espècie de peix de la família dels tetraodòntids i de l'ordre dels tetraodontiformes.

## Morfologia
- Els mascles poden assolir 20 cm de longitud total.[1][2]

## Depredadors
A les illes Açores és depredat per Serranus atricauda.

## Hàbitat
És un peix marí, de clima subtropical i demersal que viu fins als 100 m de fondària.

## Distribució geogràfica
Es troba a l'Atlàntic oriental: des de Portugal fins a Angola.

## Observacions
És inofensiu per als humans.